# Championnat d'Écosse de football 1985-1986
Navigation
Édition précédente Édition suivante
La 89e édition du championnat d'Écosse de football est remportée par le Celtic Football Club. C’est son 34e titre de champion. Le Celtic l’emporte avec le même nombre de points que  Heart of Midlothian. Dundee United complète le podium.
Aucun club n’est relégué. Le championnat évolue et passe de 10 équipes à 12 équipes. Les deux premières équipes de deuxième division, Hamilton Academical et Falkirk FC, montent dans l’élite
Avec 24 buts marqués en 36 matchs,  Ally McCoist du Rangers Football Club remporte pour la première fois le classement des meilleurs buteurs du championnat.

## Les clubs de l'édition 1985-1986
| \| Aberdeen FC Glasgow · Celtic - Rangers Dundee · Dundee – Dundee United Saint Mirren Édimbourg · Hibernian FC-Heart of Midlothian Motherwell FC Clydebank FC \| Localisation des clubs engagés dans le championnat. |
| Aberdeen FC Glasgow · Celtic - Rangers Dundee · Dundee – Dundee United Saint Mirren Édimbourg · Hibernian FC-Heart of Midlothian Motherwell FC Clydebank FC                                                           |

| Club                              | Ville      |
| --------------------------------- | ---------- |
| Aberdeen Football Club            | Aberdeen   |
| Celtic Football Club              | Glasgow    |
| Clydebank Football Club           | Clydebank  |
| Dundee Football Club              | Dundee     |
| Dundee United Football Club       | Dundee     |
| Heart of Midlothian Football Club | Édimbourg  |
| Hibernian Football Club           | Leith      |
| Motherwell Football Club          | Motherwell |
| Rangers Football Club             | Glasgow    |
| Saint Mirren Football Club        | Paisley    |

## Compétition

### Les moments forts de la saison
Le Celtic remporte un des championnats les plus serrés de l’histoire. Avant la dernière journée de la saison, Heart of Midlothian est en tête et compte deux points d’avance sur le Celtic. Un match nul contre Dundee FC lui assurerait le titre de champion sans se soucier du résultat du Celtic.
Heart perd le dernier match à Dens Park sur le score de 2 buts à 0 avec deux buts marqués dans les arrets de jeu par Albert Kidd un remplaçant. Dans le même temps le Celtic l’emporte très largement, 5-0, sur le terrain de Saint Mirren.
Le Celtic s’empare de la première place grâce à une meilleure différence de but et remporte son  34e championnat.

### Classement
Le classement est établi sur le barème de points classique (victoire à 2 points, match nul à 1, défaite à 0).
| Rang | Équipe              | Pts | J  | G  | N  | P  | Bp | Bc | Diff |
| ---- | ------------------- | --- | -- | -- | -- | -- | -- | -- | ---- |
| 1    | Celtic FC C         | 50  | 36 | 20 | 10 | 6  | 67 | 38 | +29  |
| 2    | Heart of Midlothian | 50  | 36 | 20 | 10 | 6  | 59 | 33 | +26  |
| 3    | Dundee United       | 47  | 36 | 18 | 11 | 7  | 59 | 31 | +28  |
| 4    | Aberdeen FC T       | 44  | 36 | 16 | 12 | 8  | 62 | 31 | +31  |
| 5    | Rangers FC          | 35  | 36 | 13 | 9  | 14 | 53 | 45 | +8   |
| 6    | Dundee FC           | 35  | 36 | 14 | 7  | 15 | 45 | 51 | -6   |
| 7    | Saint Mirren        | 31  | 36 | 13 | 5  | 18 | 42 | 63 | -21  |
| 8    | Hibernian FC        | 28  | 36 | 11 | 6  | 19 | 49 | 63 | -14  |
| 9    | Motherwell FC P     | 20  | 36 | 7  | 6  | 23 | 33 | 66 | -33  |
| 10   | Clydebank FC P      | 20  | 36 | 6  | 8  | 22 | 29 | 77 | -48  |

| Légende : Qualifications et relégations | Légende : Qualifications et relégations                                        |
| --------------------------------------- | ------------------------------------------------------------------------------ |
|                                         | Coupe d'Europe des Clubs champions 1986-1987                                   |
|                                         | Coupe d'Europe des vainqueurs de coupe 1986-1987                               |
|                                         | Coupe UEFA 1986-1987                                                           |
|                                         | Relégation en deuxième division                                                |
|                                         | T : Tenant du titre C : Vainqueurs de la Coupe d'Écosse de football P : Promus |

## Bilan de la saison
| Tableau d'Honneur                |             |
| Compétition                      | Vainqueur   |
| Championnat d'Écosse de football | Celtic FC   |
| Coupe d'Écosse de football       | Aberdeen FC |

| Promotions et relégations |                                |
| Promus                    | Hamilton Academical Falkirk FC |
| Relégués                  | Aucun                          |

## Statistiques

### Meilleur buteur
- Ally McCoist, Rangers Football Club 24 buts